# Iren Sarabojukowa
Iren Sarabojukowa (bulgarisch Ирен Саръбоюкова, engl. Transkription Iren Sarâboykova; * 9. Mai 2006 in Charmanli) ist eine bulgarische Leichtathletin, die sich auf den Hochsprung spezialisiert hat.

## Sportliche Laufbahn
Erste Erfahrungen bei internationalen Meisterschaften sammelte Iren Sarabojukowa im Jahr 2022, als sie bei den U20-Balkan-Hallenmeisterschaften in Belgrad mit übersprungenen 1,65 m den elften Platz belegte. Anschließend gelangte sie bei den Balkan-Hallenmeisterschaften in Istanbul mit 1,70 m auf Rang 13 und Mitte Juni gewann sie bei den U18-Balkan-Meisterschaften in Bar mit 1,77 m die Bronzemedaille. Anschließend wurde sie bei den U18-Europameisterschaften in Jerusalem mit 1,75 m Neunte und siegte im Juli mit 1,78 m bei den U20-Balkan-Meisterschaften in Denizli, ehe sie beim Europäischen Olympischen Jugendfestival (EYOF) in Banská Bystrica mit 1,80 m die Bronzemedaille gewann. Im Jahr darauf belegte sie bei der 2. Liga der Team-Europameisterschaft, die im Zuge der Europaspiele in Chorzów stattfand, mit 1,73 m den vierten Platz im B-Finale und anschließend gewann sie beim EYOF in Maribor mit 1,80 m erneut die Bronzemedaille. Im August verpasste sie bei den U20-Europameisterschaften in Jerusalem mit 1,72 m den Finaleinzug und anschließend gewann sie bei den U18-Balkan-Meisterschaften in Sivas mit 6,03 m die Bronzemedaille im Weitsprung und sicherte sich im Hochsprung mit 1,77 m die Silbermedaille. 2024 gewann sie bei den U20-Balan-Hallenmeisterschaften in Belgrad mit 1,82 m die Bronzemedaille im Hochsprung. Im August verpasste sie bei den U20-Weltmeisterschaften in Lima mit 1,69 m den Finaleinzug. Im Jahr darauf siegte sie mit 1,78 m bei den U20-Balkan-Hallenmeisterschaften in Sofia und gelangte Ende Juni bei der 2. Liga der Team-Europameisterschaft in Maribor mit 1,79 m auf den dritten Platz im B-Finale. Anschließend siegte sie mit 1,78 m bei den U20-Balkan-Meisterschaften in Craiova, ehe sie bei den U20-Europameisterschaften in Tampere mit 1,69 m den Finaleinzug verpasste.
2023 wurde Sarabojukowa bulgarische Meisterin im Hochsprung im Freien sowie von 2022 bis 2024 in der Halle.

## Persönliche Bestleistungen
- Hochsprung: 1,85 m, 15. Januar 2023 in Sofia
- Weitsprung: 5,99 m (+0,9 m/s), 15. Mai 2024 in Stara Sagora